# تپه عابدین یری
تپه عابدین یری مربوط به سدهٔ ۶ تا ۸ ه.ق است و در شهرستان کلیبر، بخش مرکزی، دهستان پیغام چایی، روستای پیغام واقع شده و این اثر در تاریخ ۲۷ بهمن ۱۳۸۷ با شمارهٔ ثبت ۲۴۷۰۵ به‌عنوان یکی از آثار ملی ایران به ثبت رسیده است.